# Edgar C. Ellis

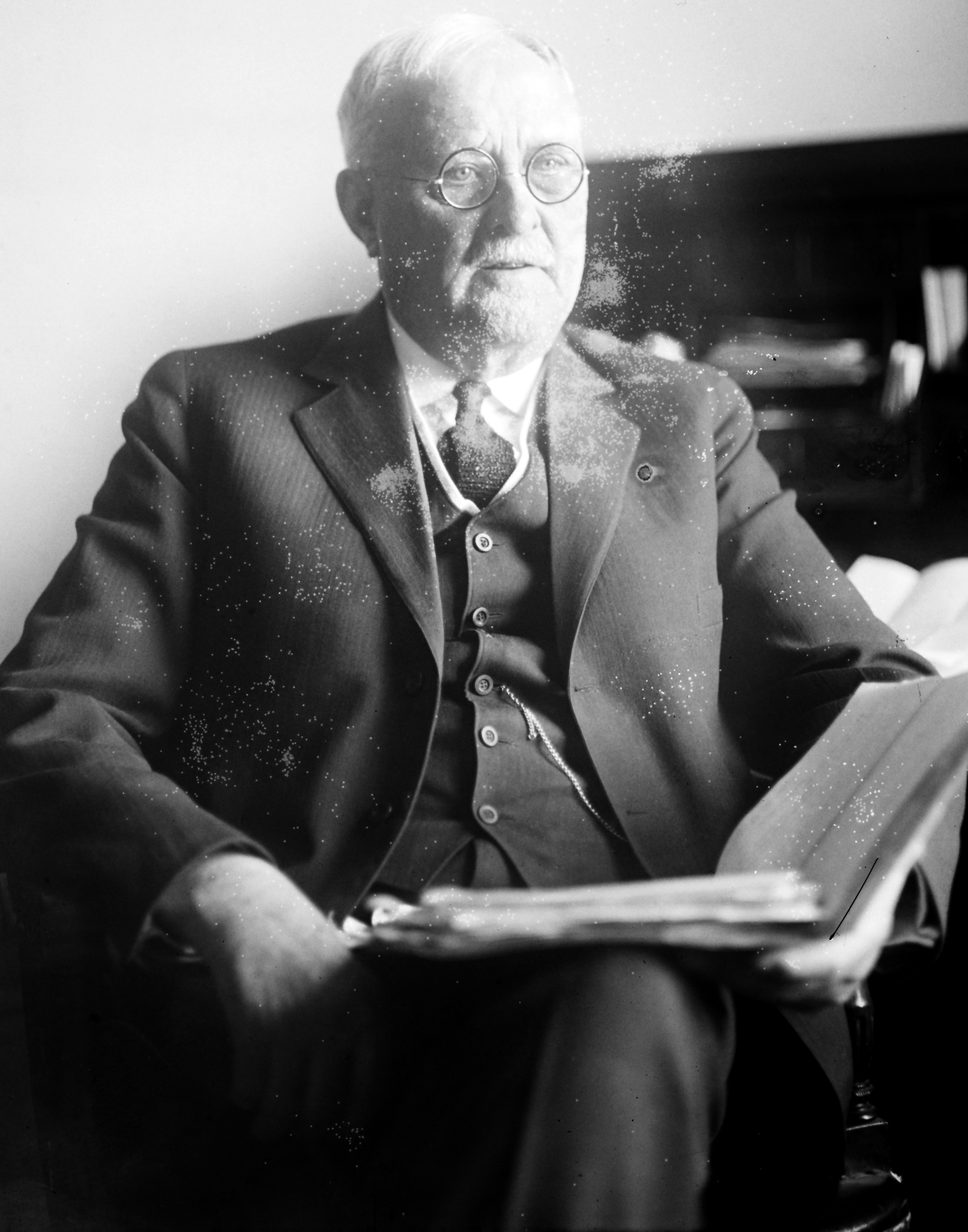
Edgar C. Ellis

Edgar Clarence Ellis (* 2. Oktober 1854 in Vermontville, Eaton County, Michigan; † 15. März 1947 in Saint Petersburg, Florida) war ein US-amerikanischer Politiker. Zwischen 1905 und 1931 vertrat er viermal den Bundesstaat Missouri im US-Repräsentantenhaus.

## Werdegang
Edgar Ellis besuchte das Olivet College und studierte danach am Carleton College in Northfield (Minnesota). Anschließend unterrichtete er an diesem College in den Jahren 1881 und 1882 Latein. Zwischen 1882 und 1885 war Ellis Schulrat in Fergus Falls. Nach einem gleichzeitigen Jurastudium und seiner 1885 erfolgten Zulassung als Rechtsanwalt begann er in Beloit (Kansas) in diesem Beruf zu arbeiten. Im Jahr 1888 verlegte er seinen Wohnsitz und seine Kanzlei nach Kansas City in Missouri.
Politisch war Ellis Mitglied der Republikanischen Partei. Bei den Kongresswahlen des Jahres 1904 wurde er erstmals im fünften Wahlbezirk von Missouri in das US-Repräsentantenhaus in Washington, D.C. gewählt, wo er am 4. März 1905 die Nachfolge von William S. Cowherd antrat. Nach einer Wiederwahl konnte er bis zum 3. März 1909 zunächst zwei Legislaturperioden im Kongress absolvieren. Im Jahr 1908 unterlag er dem Demokraten William Patterson Borland.
In den folgenden Jahren praktizierte Ellis wieder als Anwalt. Zwischen 1911 und 1912 gehörte er der Missouri Waterway Commission an, die sich mit den Wasserstraßen befasste. Im Jahr 1920 wurde Ellis erneut in den Kongress gewählt, wo er am 4. März 1921 William Thomas Bland ablöste. Da er bereits zwei Jahre später gegen Henry L. Jost verlor, konnte er dieses Mal bis zum 3. März 1923 nur eine Legislaturperiode im US-Repräsentantenhaus verbringen. Zwei Jahre später, 1924, schaffte er den erneuten Einzug in den Kongress, wo er am 4. März 1925 Jost wieder ablöste. Bis zum 3. März 1927 absolvierte er dort eine weitere Amtszeit. Bei den Wahlen des Jahres 1926 unterlag er George H. Combs. Weitere zwei Jahre später wurde Ellis ein letztes Mal in den Kongress gewählt. Dort trat er am 4. März 1929 die Nachfolge von Combs an. Da er im Jahr 1930 wiederum nicht bestätigt wurde und gegen den Demokraten Joe Shannon verlor, musste er am 4. März 1931 endgültig aus dem US-Repräsentantenhaus ausscheiden. In den Zeiten, während denen er nicht im Kongress saß, war er jeweils als Anwalt tätig.
Im Jahr 1931 zog Ellis sich sowohl aus der Politik als auch aus seiner juristischen Praxis in den Ruhestand zurück. Er starb am 15. März 1947 in Saint Petersburg.